# Марко Кнежевић (фудбалер)
Марко Кнежевић (Београд, 29. март 1989) српски је фудбалски голман. Тренутно је члан Дубочице из Лесковца.

## Трофеји и награде
Борац Бања Лука
- Куп Босне и Херцеговине: 2009/10.[7]